# الرفاعی
الرفاعی (انگلیسی: Alrifai) شرکت خرده‌فروشی لبنانی است، که در سال ۱۹۴۸ تأسیس شد.